# Pseudopomita
La pseudopomita és un mineral de la classe dels òxids.

## Característiques
La pseudopomita és un òxid de fórmula química Ca3.5[V4+₆V5+9O37(CO₃)]·29H₂O. Va ser aprovada com a espècie vàlida per l'Associació Mineralògica Internacional l'any 2021, sent publicada l'any 2022. Cristal·litza en el sistema triclínic. La seva duresa a l'escala de Mohs és 2.
L'exemplar que va servir per a determinar l'espècie, el que es coneix com a material tipus, es troba conservat a les col·leccions mineralògiques del Museu d'Història Natural del Comtat de Los Angeles, a Los Angeles (Califòrnia) amb el número de catàleg: 76155.

## Formació i jaciments
Va ser descoberta a la mina Blue Streak, situada al districte miner de Bull Canyon, dins el comtat de Montrose (Colorado, Estats Units). Aquesta mina estatunidenca és l'únic indret de tot el planeta on ha estat descrita aquesta espècie mineral.